# Evangelický hřbitov v Lískovci
Evangelický hřbitov v Lískovci se nachází ve Frýdku-Místku, v místní části Lískovec. Nachází se na okraji Lískovce, u ul. Valcířské.
Byl vybudován (s márnicí) v letech 1883–1884 a posvěcen 24. března 1884, a to v blízkosti hutě na darovaném pozemku arcivévody Alberta. Do té doby museli být evangelíci pohřbíváni v ústraní na katolických hřbitovech mezi sebevrahy.
Mezi spoluzakladatele hřbitova náležel Jan Tacina (1836–1917).
Vlastníkem hřbitova je Farní sbor Českobratrské církve evangelické ve Frýdku-Místku.

## Galerie

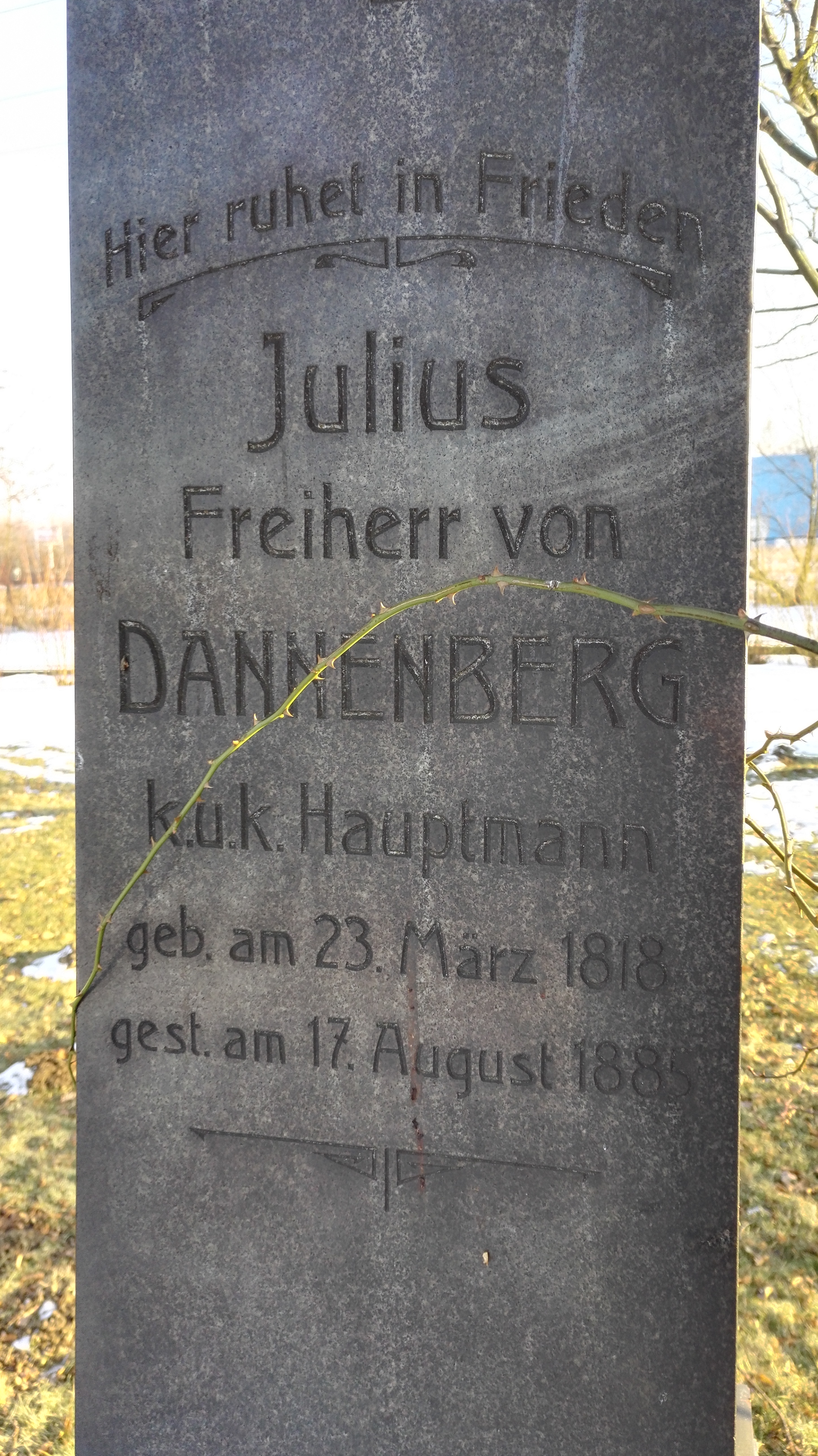
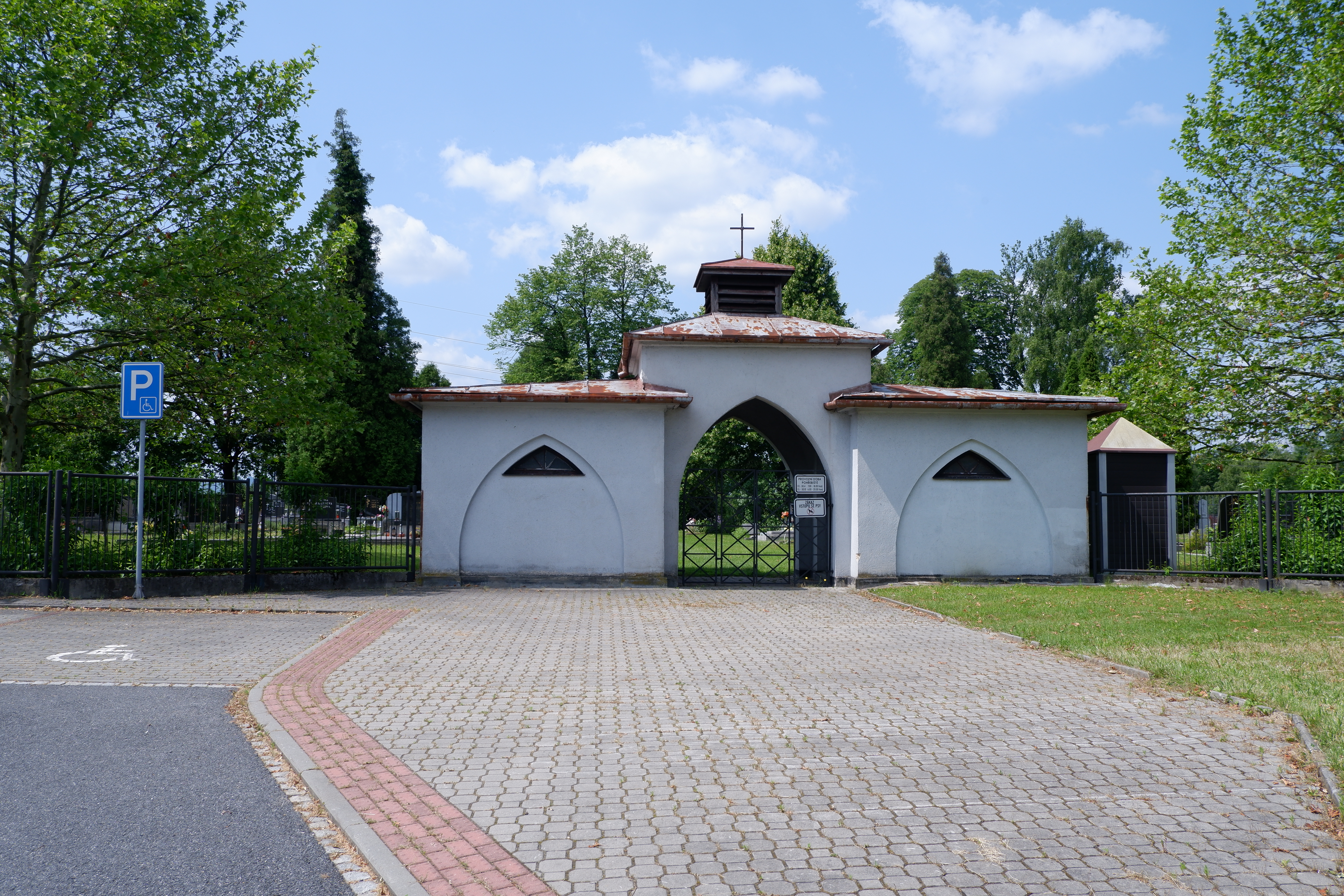
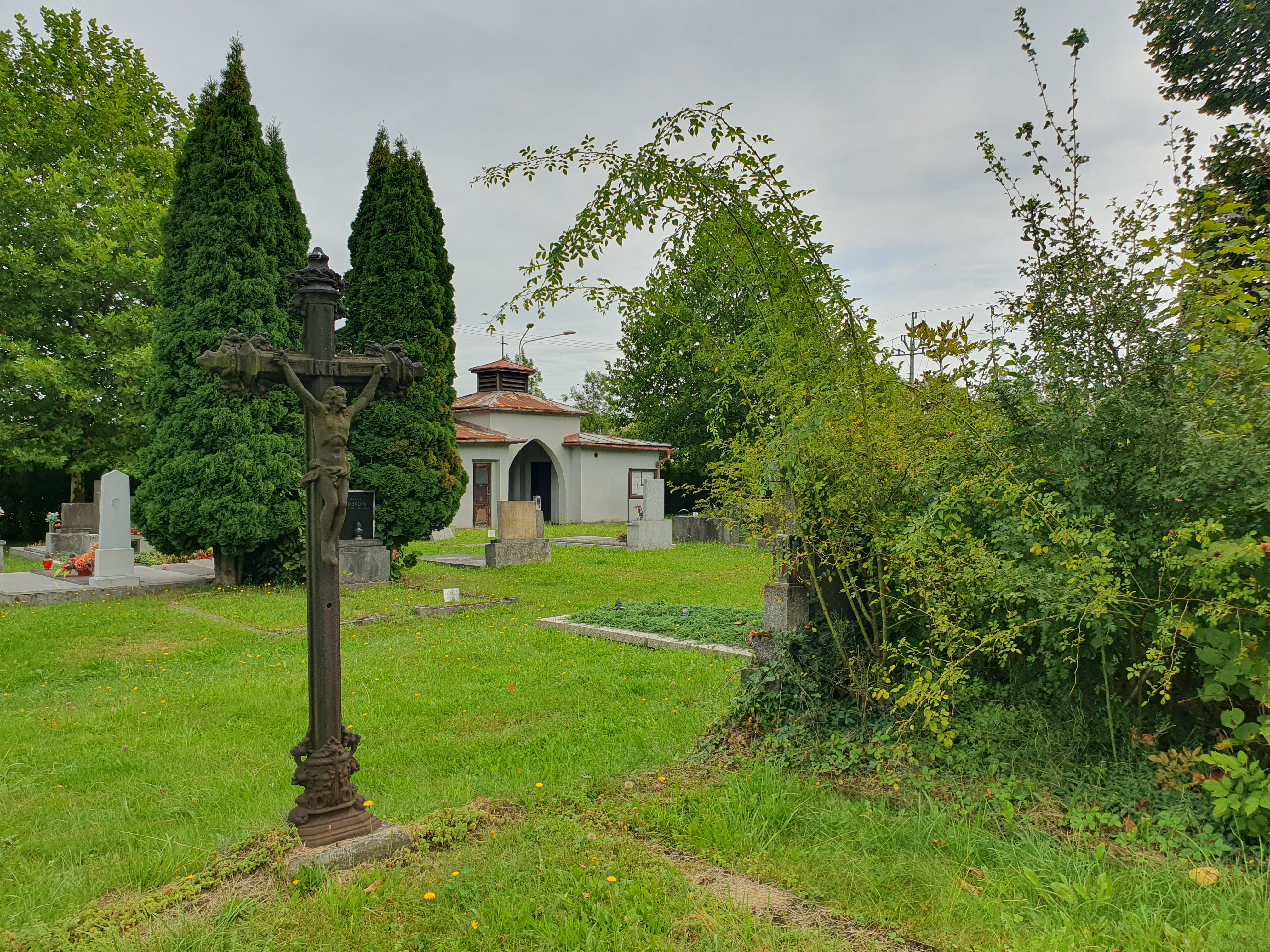